# Oficina G3
Oficina G3 est un groupe brésilien de rock et metal chrétien, originaire de São Paulo, dans l'État de São Paulo. Il est formé en 1987 par Juninho Afram, Walter Lopes, et Wagner García. Depuis plus de 20 ans, le groupe montre une stabilité étonnante, et continue de produire des albums malgré les changements de genres musicaux. En date, le groupe comprend quatre membres : Juninho Afram (chant et guitare), Duca Tambasco (basse et chant), Jean Carllos (batterie et chant) et Mauro Henrique (chant et violon). Ils sont très souvent acclamés par la presse spécialisée.
Em 1997, le chanteur Luciano Manga quitte le groupe, et est remplacé par PG. À cette époque, le groupe de abandonne son étiquette de groupe de heavy rock pour celui de pop rock. Il se popularise, en particulier grâce au label MK Music. Après le départ de leur chanteur en 2003, Oficina G3 change de nouveau de style musical pour le rock, spécifiquement progressif. L'album Além do que os Olhos Podem Ver fait participer le guitariste Juninho Afram au chant. En trois jours, le groupe compte 20 000 exemplaires vendus, puis est certifié disque d'or. Le groupe est nommé à deux reprises pour un Grammy Latino dans la catégorie de « meilleur album chrétien en langue portugaise », en 2005.
En 2008, le groupe publie Depois da Guerra, qui fait participer pour la première fois Mauro Henrique au chant. L'album est récompensé du Grammy Latino dans la catégorie de « meilleur album chrétien en langue portugaise » en 2009. En 2013 sort l'album Histórias e Bicicletas (Reflexões, Encontros e Esperança).

## Biographie

### Débuts (1987–1989)
Le groupe commence dans les années 1980, une période marquée par l'émergence de plusieurs groupes de rock chrétien au Brésil, intensifié par le mouvement évangéliste qui se répand dans le genre à travers le pays. À ce moment émergent d'innombrables groupes brésiliens de rock chrétien comme Resgate, Fruto Sagrado, Katsbarnea, Freewill, Métal Nobre, Catedral, et Oficina G3, les seuls qui atteidront une notoriété nationale. En 1987, à l'Igreja Cristo Salva de São Paulo, Juninho Afram, Walter Lopes et Wagner García, des habitués locaux, forment le groupe. Ils recrutent ensuite Luciano Manga et Túlio Régis, au chant, puis James Conway et Marcos Pereira, aux guitares, et Márcio Woody de Carvalho aux claviers,.
À cette période sans nom, le groupe décide de se nommer par le sigle G3, un acronyme pour Grupo 3. Plus tard, ils décident de changer leur nom et choisissent Oficina. À ce moment, le groupe signe un contrat, mais sous le nom provisoire de Oficina G3. Ce nom, selon Luciano Manga, est adopté en fin des années 1980 sous les conseils d'un ami du groupe. Plus tard, les membres du groupe commencent à fréquenter l'Igreja Metodista de Santo Amaro. À ce moment, le groupe acquiert une certaine notoriété pour son style hard rock, quelque chose de rare dans le milieu de la musique chrétienne brésilienne,.

### Avec Luciano Manga (1990–1997)

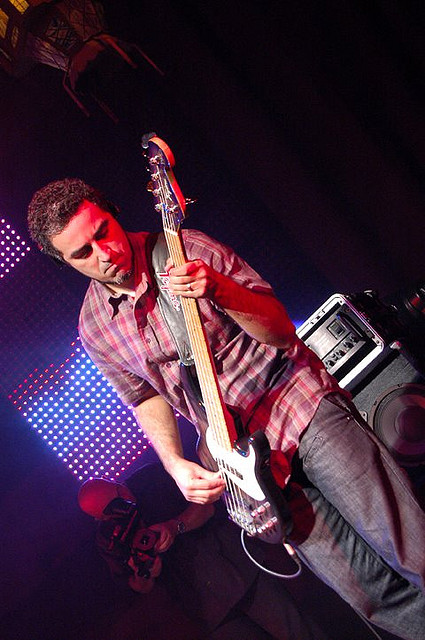
Duca Tambasco intègre Oficina G3 en 1994.

En 1990, le groupe publie l'album Ao Vivo, enregistré pendant l'événement Dama Shock. À cette période, le nom du groupe est officiel,. Après un certain temps, certains membres quittent le groupe, comme le bassiste Wagner García et le chanteur Túlio Régis, et le groupe recrute Duca Tambasco au chant. Tulio quitte le groupe à cause de problèmes personnels avec le groupe.
En 1993, le groupe enregistre Nada É Tão Novo, Nada É Tão Velho. Il se fait lentement connaitre au Brésil, attirant un nombre considérable de fans et d'admirateurs à travers le pays. Le style musical étant inhabituel pour un groupe chrétien au début des années 1990, certains chefs religieux les considéraient comme un groupe satanique. Leur aspect visuel — tatouages, piercings, cheveux longs — fait cependant appel à toutes religions confondues. Leur troisième album, Indiferença, est publié en 1996, année durant laquelle Jean Carllos intègre le groupe. L'album est produit par Paulo Anhaia, qui avait déjà travaillé sur l'album On the Rock du groupe Resgate. L'album est en grande partie composé par Juninho Afram. Indiferença est très bien reçu par la presse spécialisée, qui consolide encore plus la popularité du groupe. L'album est considéré par beaucoup comme leur meilleur album à ce jour, et représente les premières armes musicales du groupe, mais aussi le dernier album à faire participer Luciano Manga qui quitte le groupe pour devenir pasteur. De ce fait, Manga et les autres membres de Oficina G3 recrute le chanteur PG. PG est l'ancien bassiste et chanteur d'un groupe local appelé Corsário.
Après l'arrivée de PG, Luciano Manga quitte le groupe. À ce moment, le groupe se lance dans la musique acoustique après dix ans de carrière,.

### Avec PG (1998–2003)

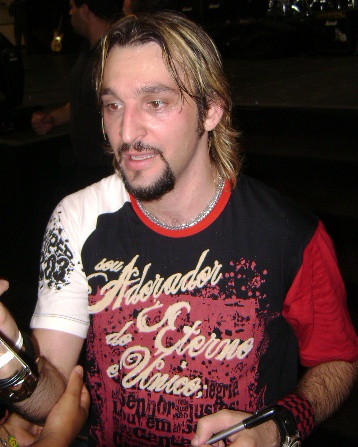
PG, le chanteur du groupe, remplace Luciano Manga, pendant cinq ans.

Avec cette nouvelle formation, le groupe publie l'album Acústico en 1998, qui comprend deux chansons inédites et rééditées par PG et Juninho Afram. Un an plus tard sort l'album Acústico ao Vivo, qui atteint les 100 000 exemplaires vendus, et comprend la même liste de titres de Acústico, mais avec des chansons bonus. Selon Túlio Regis, l'arrivée de Oficina G3 au label MK Music coïncide avec le départ du groupe pop rock Catedral. Le groupe signe alors avec MK Music, laissant derrière lui le label Gospel Records et tous les droits de ses chansons, et publie l'album O Tempo en 2000. L'album est un succès commercial, et est bien accueilli aussi bien du côté des croyants que des non-croyants ; il s'accompagne de clips diffusés sur les chaînes Multishow et MTV Brasil,. O Tempo est produit par Geraldo Penna, qui a déjà travaillé sur l'album acoustique de Oficina G3. L'album compte 170 000 exemplaires vendus,.
En 2001, le groupe est le seul orienté musique chrétienne (hormis Os Nazaritos) à participe au Rock in Rio 3, qui sera enregistré et publié en DVD sous le titre O Tempo. Peu après la sortie de O Tempo, le batteur Walter Lopes quitte le groupe pour des raisons personnelles laissant sa place au frère de PG, Johnny Mazza, en fin mars 2003. Arès le départ de Johnny Mazza, Lufe assume assume le rôle de batteur et devient membre officiel du groupe. En fin décembre 2002, ils publient l'album Humanos, qui comprend quelques éléments de pop rock. Il comprend également des riffs et des solos de guitare, ainsi que plus d'effets de distorsion comparé à leur précédent album, sans pour autant se rapprocher du hard rock, mais bien plus du nu metal inspiré de groupes comme Linkin Park et P.O.D.. L'album est, cependant, mal accueilli par la presse spécialisée, et considéré comme le pire album du groupe,.
En septembre 2003, PG décide de se séparer du groupe afin de se consacrer à sa carrière de pasteur. Cependant, l'information n'est divulguée que deux mois plus tard. Selon PG, la séparation s'est faite en bons termes ce que ne semble pas être réellement le cas. Duca Tambasco, par exemple, déclare : « On l'a appris à travers un communiqué ». De son côté, l'ancien membre explique que son rôle de pasteur n'était pas approuvé par tous les membres, choisissant alors de partir seul de son côté. En attendant de recruter un nouveau membre, Juninho Afram assume le rôle de chanteur.

### Activités en trio (2004–2007)

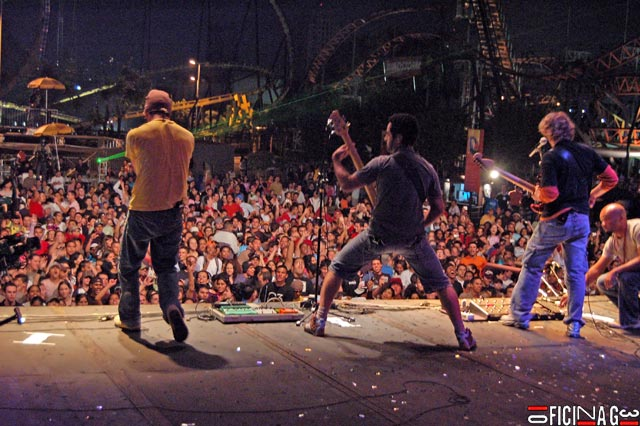
Oficina G3 en tournée en soutien à l'album Elektracustika.

Le reste de membres du groupe se retrouvent insatisfaits de PG. À la suite d'un rendez-vous sulfureux avec leur label, des tensions se font ressentir entre Afram, Tambasco et Carllos, et PG. Après le départ de ce dernier, les membres annoncent un album différent des précédents Il s'agira d'un album-concept critiquant l'hypocrisie religieuse. Le groupe y fait participer le guitariste Déio Tambasco. Marco Antônio participe au chant sur certaines chansons, et Lufe endosse le rôle de batteur. L'album comprend de nombreuses ballades et des éléments de rock progressif accompagnés de quelques effets de distorsion. Além do que os Olhos Podem Ver met un an à être publié, mais il jouit finalement d'un bon accueil critique et commercial, atteignant 20 000 exemplaires vendus en trois jours, ce qui lui permet d'être certifié disque d'or en à peine un mois, et d'être nommé pour un Grammy Latino dans la catégorie de « meilleur album chrétien en langue portugaise ».
Après la sortie de Além do que os Olhos Podem Ver, Déio Tambasco revient au sein du groupe Katsbarnea, fraichement reformé, et Lufe arrête ses activités au sein groupe en novembre 2006. Après le départ de ces deux derniers, le groupe recrute Alexandre Aposan et Celso Machado pour endosser leurs positions respectives. Avec cette formation, le groupe entre en studio pour enregistrer un nouvel album fêtant leur vingt années d'existence. L'album, intitulé Elektracustika comprend d'anciennes chansons retravaillées et rééditées, accompagnée de chansons inédites. Le but de ce projet permet d'explorer l'acoustique en profondeur et d'en déterminer les limites. L'album, bien qu'incompris par le public, remporte quand même un Grammy Latino en 2007. Il fait aussi participer Jean Carllos et Duca Tambasco au chant. Le groupe se lance dans une tournée aux États-Unis, et annonce, à l'occasion de sa vingtième année d'existence, un DVD commémoratif, dans pour autant donner plus détails.

### Arrivée de Mauro Henrique (2008–2012)

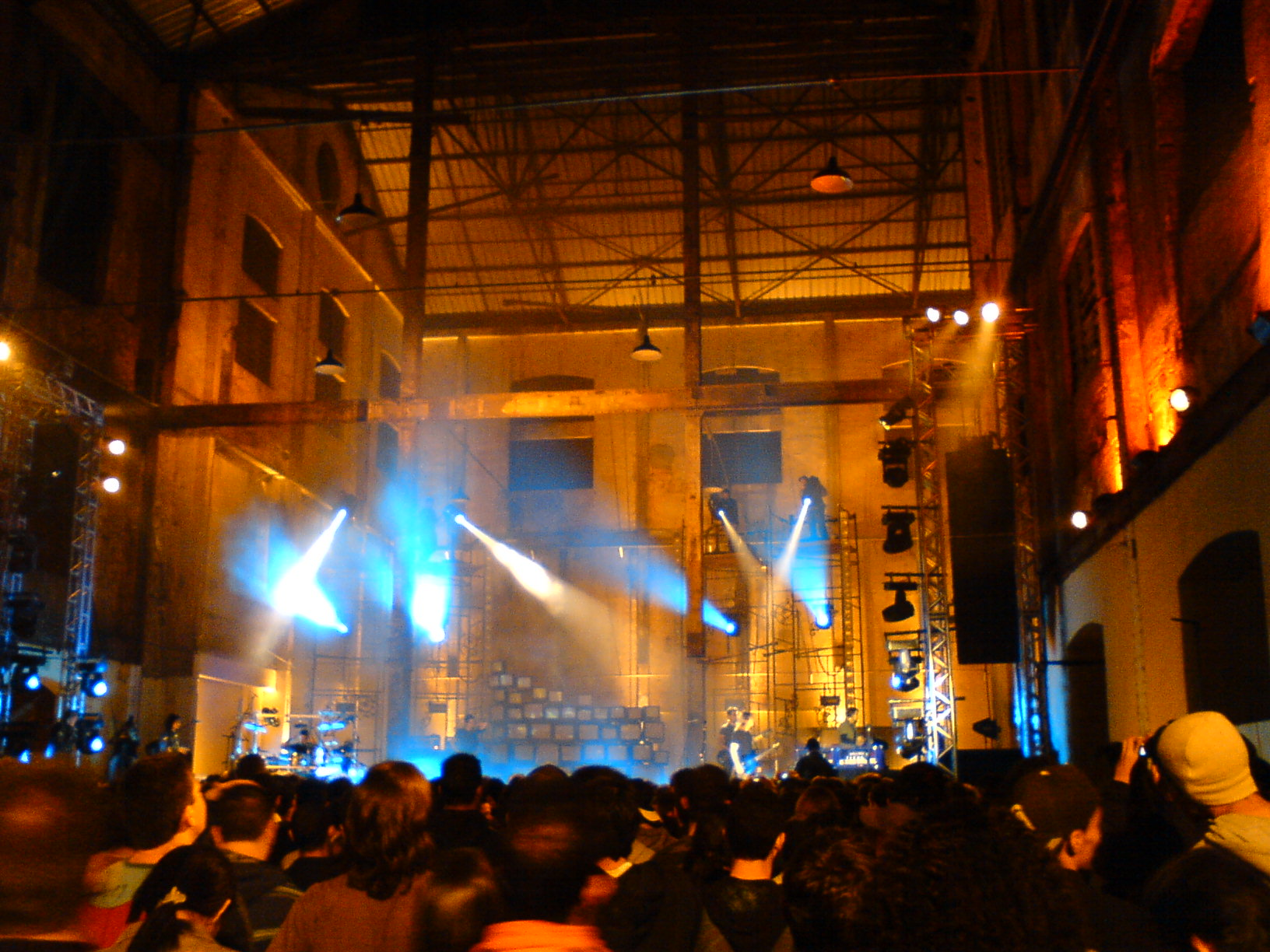
Enregistrement de D.D.G. Experience, en juillet 2009.

Précédemment, le groupe annonçait officiellement l'arrivée de leur nouveau chanteur, Mauro Henrique. Il participait déjà notamment à des tournées avec le groupe. Leur nouvel album, Depois da Guerra, est publié en décembre 2008. Les morceaux vocaux sont entièrement produits par Juninho Afram ; avant l'arrivée de Henrique, l'album subit plusieurs changements comme notamment l'ordre des chansons,. Duca Tambasco, à cette période, explique que l'album serait plus orienté progressif comme l'a été Além do que os Olhos Podem Ver, mais accompagné d'éléments de metal. D.D.G. est produit par Marcello Pompeu et Heros Trench, membres du groupe Korzus.
L'accueil de la presse spécialisée est la même que celle de Além do que os Olhos Podem Ver ; il est accueilli avec enthousiasme, en particulier grâce aux parties vocales de Mauro. Le groupe tourne le clip de la chanson Incondicional en mai 2009, qui est réalisé par Hugo Pessoa. Il est enregistré en 35 mm digital HD et atteint le million de vues sur YouTube. L'album est récompensé d'un Grammy Latino dans la catégorie de « meilleur album chrétien en langue portugaise », et est bien accueilli par la presse spécialisée générale.

### Passage en quartette (depuis 2013)

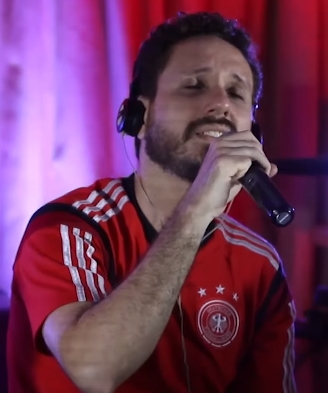
Leonardo Gonçalves, chanteur et producteur.

En août 2012, le groupe part à Londres pour enregistrer un nouvel album avec Leonardo Gonçalves, leur producteur et chanteur. L'album est publié en avril 2013, sous le titre de Histórias e Bicicletas (Reflexões, Encontros e Esperança). L'album est dédié à l'ancienne épouse de Mauro Henrique, Jaky Dantas, morte d'un cancer peu avant l'enregistrement de l'album. Il est accueilli à la fois positivement et négativement. À cette période, Duca Tambasco et Jean Carllos se séparent de leurs femmes.

## Membres

### Membres actuels
- Juninho Afram – chant, guitare, violon (depuis 1987)
- Duca Tambasco – basse, chœurs (depuis 1994)
- Jean Carllos – chant, claviers, piano (depuis 1995)
- Mauro Henrique – chant, violon (depuis 2008)

### Anciens membres
- Túlio Régis – chant (1987-1990)
- Wagner García – basse (1987-1993)
- Luciano Manga – chant (1987-1997)
- Walter Lopes – chant, batterie (1987-2002)
- PG – chant, violon (1997-2003)
- Alexandre Aposan – batterie (2011-2014)

## Discographie
- 1990 : Ao Vivo
- 1993 : Nada É Tão Novo, Nada É Tão Velho
- 1996 : Indiferença
- 1998 : Acústico
- 1999 : Acústico Ao Vivo
- 2000 : O Tempo
- 2002 : Humanos
- 2005 : Além do Que os Olhos Podem Ver
- 2007 : Elektracustika
- 2008 : Depois da Guerra
- 2013 : Histórias e Bicicletas (Reflexões, Encontros e Esperança)

## Vidéographie
- 1999 : Acústico ao Vivo
- 2001 : O Tempo
- 2010 : D.D.G. Experience
- 2015 : Histórias e Bicicletas